# Доброгостівська сільська рада
Доброгостівська сільська рада — орган місцевого самоврядування у Дрогобицькому районі Львівської області з адміністративним центром у с. Доброгостів.

## Загальні відомості
Історична дата утворення: в 1939 році. Створена разом з Бориславським районом 17 січня 1940 р.. Після ліквідації останнього перейшла і досі знаходиться у складі Дрогобицького району.
Водоймища на території, підпорядкованій даній раді: річка Колодниця.

## Населені пункти
Сільській раді підпорядковані населені пункти:
- с. Доброгостів
- с. Бистрий

## Склад ради
Рада складається з 20 депутатів та голови.

### Керівний склад ради
| ПІБ                        | Основні відомості                                                                    | Дата обрання | Дата звільнення |
| -------------------------- | ------------------------------------------------------------------------------------ | ------------ | --------------- |
| Клепач Любомир Васильович  | Сільський голова, 1974 року народження, освіта, член Народного Руху України          | 26.03.2006   | 31.10.2010      |
| Лунишин Микола Михайлович  | Сільський голова, 1968 року народження, освіта вища, член Партії захисників Вітчизни | 31.10.2010   | 25.10.2015      |
| Пасемко Любомир Васильович | Сільський голова, 1970 року народження, освіта вища, член КУН                        | 25.10.2015   |                 |

Примітка: таблиця складена за даними джерела